# In the Midst of Beauty
In the Midst of Beauty es el undécimo álbum de estudio de la banda inglesa de hard rock y heavy metal Michael Schenker Group, publicado en 2008 por In-Akustik. El trabajo marcó el regreso definitivo del primer vocalista, Gary Barden, después de haber participado en los dos trabajos anteriores, por lo cual la portada figura como Schenker-Barden. En el librillo que está dentro del álbum figura la frase escrita por Michael Schenker; «Llegó este título a través de mi experiencia y darse cuenta de que —en medio de la belleza— la bestia siempre está esperando y listo para atacar...».

## Lista de canciones
Todas las canciones escritas por Schenker y Barden.

| N.º | Título                 | Duración |  |
| 1.  | «City Lights»          | 3:44     |  |
| 2.  | «Competition»          | 3:20     |  |
| 3.  | «I Want You»           | 4:32     |  |
| 4.  | «End of the Line»      | 4:01     |  |
| 5.  | «Summerdays»           | 5:12     |  |
| 6.  | «A Night to Remember»  | 4:39     |  |
| 7.  | «Wings of Emotion»     | 4:04     |  |
| 8.  | «Come Closer»          | 2:57     |  |
| 9.  | «The Cross of Crosses» | 4:55     |  |
| 10. | «Na Na»                | 3:33     |  |
| 11. | «I Am The One»         | 3:54     |  |
| 12. | «Ride on my Way»       | 4:44     |  |

## Posicionamiento en listas musicales
| País        | Lista (2008)          | Posición |
| ----------- | --------------------- | -------- |
| Alemania    | Media Control Charts  | 78       |
| Japón       | Japan Albums Chart    | 32       |
| Reino Unido | UK Independent Albums | 29       |
| Suecia      | Sverigetopplistan     | 60       |

## Personal
- Gary Barden: voz
- Michael Schenker: guitarra líder
- Don Airey: teclados
- Neil Murray: bajo
- Simon Phillips: batería